# 中国抗日战争战果列表
中国抗日战争战果列表，是发生于1937年7月7日－1945年9月9日的中国抗日战争各方统计战果列表汇总。

## 日本方统计
- （缺）

## 中国国民党方统计
抗日戰爭時期，為了鼓舞士氣，國民黨官方戰報及軍隊內部作戰報告都有作假的情況，這導致史學家難以統計這段時期的相關戰果。中國大陸北京大學歷史系教授王奇生，以徐永昌、何成濬和丁治磐三位國民黨軍隊高層的抗戰日記，對照相關戰報。總結了國民黨統計上的常見情況，如「敌人每撤退一次，我们便上报一次胜仗」；蔣介石對日軍公佈的傷亡數字，常以10倍估算；軍官每場戰鬥後不計入逃兵數量，反而算到傷亡人數等等。
（仅国民党領導的军队战果）

### 1931年11月－1931年11月
- 傷亡3000餘眾
- 斃敵2000餘人

#### 1932年1月－1932年3月
- 傷亡14,104人
- 傷亡10,000~20,000名平民
- 斃敵10,254人

### 1933年1月－1933年5月
- 缺

### 1933年2月－1933年2月
- 缺

### 1936年11月－1936年12月
- 死傷300餘人，其餘不詳
- 斃敵2000餘人

### 1937年7月－1937年8月
- 死亡127人
- 受傷384人
- 其餘不詳

### 1937年9月－1937年11月
- 中方傷亡逾100,000人
- 日方傷亡近30,000人

## 中国共产党方统计
（仅中共领导的军队战果，即八路军、新四军、华南游击队，不含东北抗日联军）

### 1937年9月至1938年5月
- 作战638次。
- 伤亡日军34,007、“伪军”伤亡3,704。
- 被俘日军124、“伪军”2,094。
- 投诚日军0、“伪军”1,366。
- 缴获炮25、机枪192挺、长短枪6,699支。

### 1938年6月至1941年5月
- 伤亡日军202,148、“伪军”128,285。
- 被俘日军1,771、“伪军”43,235。
- 投诚日军31、“伪军”32,293。

#### 1938年6月至1939年5月
- 作战次数3,128次。
- 缴获炮75、机枪642挺、长短枪26,260支。

#### 1939年6月至1940年5月
- 作战次数8,419次。
- 缴获炮137、机枪1,254挺、长短枪50,979支。

#### 1940年6月至1941年5月
- 作战次数8,559次。
- 缴获炮132、机枪1,209挺、长短枪47,061支。

### 1941年6月至1942年5月
- 作战19,648次。
- 伤亡日军60,137、“伪军”伤亡48,207。
- 被俘日军442、“伪军”23,214。
- 投诚日军16、“伪军”9,131。
- 缴获炮28、机枪663挺、长短枪30,728支。

### 1942年6月至1943年5月
- 作战27,616次。
- 伤亡日军73,284、“伪军”伤亡84,922。
- 被俘日军428、“伪军”41,353。
- 投诚日军23、“伪军”12,829。
- 缴获炮58、机枪935挺、长短枪67,716支。

### 1943年6月至1944年5月
- 作战29,008次。
- 伤亡日军87,512、“伪军”伤亡113,556。
- 被俘日军519、“伪军”73,784。
- 投诚日军45、“伪军”18,596。
- 缴获炮125、机枪1,038挺、长短枪88,404支[2]。

### 兵力
- 1937年，八路军80,000，新四军12,000。
- 1938年，八路军156,700，新四军25,000。
- 1939年，八路军270,000，新四军50,000。
- 1940年，八路军400,000，新四军100,000。
- 1941年，八路军305,000，新四军135,000。
- 1942年，八路军340,000，新四军110,960。
- 1943年，八路军339,000，新四军125,892，华南游击队4,500。
- 1944年，八路军507,620，新四军251,393。华南游击队20,730。
- 1945年，八路军1028,893，新四军268,581，华南游击队20,820[註 1]。

### 抗击“伪军”
此部分显示中共部队（不含东北抗日联军）抗击“伪军”人数及所抗击部分“伪军”占总“伪军”的百分比数。
- 1938年，78,000，100%。
- 1939年，145,000，100%。
- 1940年，225,000，100%。
- 1941年，348,000，100%。
- 1942年，555,000，100%。
- 1943年，735,000，90%。
- 1944年，782,000，95%。
- 至1945年8月，955.782，95%[註 2]。